# کتی پودول
 کتی پودول (انگلیسی: Cathy Podewell؛ زادهٔ ۲۶ ژانویهٔ ۱۹۶۴) یک بازیگر سینما و هنرپیشه اهل ایالات متحده آمریکا است.